# 전남대학교 사범대학 부설고등학교
전남대학교 사범대학 부설고등학교(全南大學校 師範大學 附設高等學校)는 대한민국 광주광역시 북구 용봉동에 위치한 국립 고등학교이다.

## 학교 연혁
- 1976년 7월 10일 : 전남대학교 사범대학 부속고등학교 설립인가(학년당 남·여 각 3학급, 총 18학급 1,080명)
- 1977년 3월 1일 : 초대 정정섭 교장 취임
- 1977년 3월 5일 : 개교(임시교사) 및 신입생 입학식(6학급 370명, 농과대학 목조건물 9개 교실 이용)
- 1979년 11월 23일 : 신축교사(1,100평) 준공 및 이전
- 1990년 10월 20일 : 전산실 개관
- 1991년 9월 10일 : 강당 겸 체육관 준공(660평)
- 2001년 3월 2일 : 교명변경 전남대학교사범대학부설고등학교
- 2001년 12월 20일 : 상설 연구학교 보고서 발간
- 2004년 12월 31일 : 급식소 3,4층 특별실 준공
- 2010년 2월 11일 : 학생 생활관 개관(56명 수용, 5층 단독건물)
- 2012년 6월 4일 : 대한민국 좋은 학교 선정
- 2013년 11월 14일 : 선진형 교과교실제 증축 및 리모델링
- 2022년 3월 1일 : 제15대 정신택 교장 취임
- 2023년 1월 20일 : 제44회 졸업식 (졸업생 199명) 졸업생수(15,046명)
- 2024년 1월 26일 : 제45회 졸업식(졸업생 194명)
- 2024년 3월 4일 : 제48회 입학식(신입생 223명)

## 참고 자료
- 전남대학교 사범대학 부설고등학교 - 한국교육학술정보원 학교알리미